# إسني إم آلغوي
ايزني ام آلغا (بالألمانية: Isny im Allgäu) هي مدينة وبلدة ألمانية تقع في ألمانيا في بادن-فورتمبيرغ.[بحاجة لمصدر] يقدر عدد سكانها بـ 14,550 نسمة .

## المدن التوأمة
مدن Flawil، Andrychów، Notre-Dame-de-Gravenchon وستكمو ‏ هي مدن توأمة لـايزني ام آلغا.

## أعلام
- أوتو موسر
- روبن لاسر